# Ed Zschau

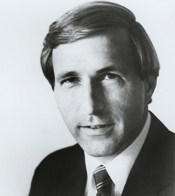
Ed Zschau

Edwin Van Wyck „Ed“ Zschau (* 6. Januar 1940 in Omaha, Nebraska) ist ein US-amerikanischer Politiker. Zwischen 1983 und 1987 vertrat er den Bundesstaat Kalifornien im US-Repräsentantenhaus.

## Werdegang
Ed Zschau besuchte die öffentlichen Schulen seiner Heimat und danach bis 1961 die Princeton University. Danach studierte er  bis 1967 an der Stanford University in Kalifornien. Anschließend hielt er in den Jahren 1967 und 1968 selbst Vorlesungen an der Harvard Business School. Später gründete er die Firma Systems Industries Inc., deren Präsident er wurde. Dieses Unternehmen stellt Computerzubehörgeräte her. Gleichzeitig schlug er als Mitglied der Republikanischen Partei eine politische Laufbahn ein.
Bei den Kongresswahlen des Jahres 1982 wurde Zschau im zwölften Wahlbezirk von Kalifornien in das US-Repräsentantenhaus in Washington, D.C. gewählt, wo er am 3. Januar 1983 die Nachfolge von Pete McCloskey antrat. Nach einer Wiederwahl konnte er bis zum 3. Januar 1987 zwei Legislaturperioden im Kongress absolvieren. 1986 verzichtete er auf eine erneute Kandidatur für das Repräsentantenhaus. Stattdessen bewarb er sich erfolglos um einen Sitz im US-Senat.
Nach dem Ende seiner Zeit im US-Repräsentantenhaus arbeitete Ed Zschau für die Firma Brentwood Associates. In der Folge wurde er Vorstandsmitglied und Vorstand verschiedener Firmen. Bis heute arbeitet er auf privater Ebene. Er ist verheiratet und hat drei Kinder und acht Enkel.